# Volcán Fueguino
El volcán Fueguino o Cook es un grupo de domos de lavas y conos piroclásticos en la isla Cook del archipiélago de Tierra del Fuego en Chile. El grupo volcánico se encuentra en la placa Scotia al estar al sur de la falla Fagnano-Magallanes. Las únicas erupciones conocidas fueron en 1712 cuando navegantes observaron una erupción en dirección hacia el volcán y en 1820 cuando se observó material incandescente salir del volcán.